# Laliny
Laliny – wieś sołecka w Polsce położona w województwie mazowieckim, w powiecie garwolińskim, w gminie Borowie. 
| SIMC    | Nazwa   | Rodzaj    |
| ------- | ------- | --------- |
| 0668873 | Lalinki | część wsi |

Wieś królewska Yalini położona była w drugiej połowie XVI wieku w powiecie garwolińskim  ziemi czerskiej województwa mazowieckiego.
Do 1526 roku wieś należała do książąt mazowieckich. W 1526 roku, jak całe Mazowsze, weszła do Korony pod panowanie króla Zygmunta I Starego. Jako dobra królewskie do 1795 roku należała do  starostwa latowickiego. W latach 1795–1809 – pod zaborem austriackim. Od 1809 r. w Księstwie Warszawskim. Natomiast od 1815 r. pod zaborem rosyjskim. W latach 1870–1954 należała do gminy Iwowe, w latach 1955-1972 – do Gromadzkiej Rady Narodowej w Iwowym, od 1973 r. należy do gminy Borowie. W latach 1919–1939 była w granicach województwa warszawskiego, 1939-1945 w Generalnym Gubernatorstwie, 1946-1975 w województwie warszawskim, od 1975 do 1998 r. – w granicach województwa siedleckiego. Od 1999 r. znajduje się w województwie mazowieckim.
Wierni Kościoła rzymskokatolickiego należą do parafii Świętej Trójcy w Latowiczu.

## Historia
We wsi znajduje się cmentarzysko obrządku szkieletowego położone na wydmie pomiędzy Lalinami a Redzyńskim. Odnajdywano tu fragmenty naczyń glinianych i przedmioty wykonane z brązu. 
Wieś początkowo nosiła nazwę Gniewańska Wola od wsi Gniewań leżącej w pobliżu Latowicza. Gniewań wymieniony jest w dokumencie księcia Troydena z 1313 roku. Gniewańska Wola natomiast wymieniona jest w dwóch dokumentach księcia Bolesława z 1446 roku, z których wynika, że Gniewań posiadał w tym czasie przynajmniej 22 łany, natomiast Gniewańska Wola 10 łanów. Nazwa Jalyny po raz pierwszy pojawia się w 1449 roku w dokumentach księżnej mazowieckiej Anny, w których pisana jest podwójna nazwa Gniewańska Wola inaczej Jalyny - Gnyewanska Volya alias Jalyny. W 1505 roku, w sprawie o 20 morgów zarośli, podaje się, że położone są za zaroślami zwanymi Glambokym Potokem we wsi Jalina. Potwierdzałoby to przekazy, że prastare Laliny leżały nad rzeczką Patok, lewym dopływem rzeki Świder.
W 1565 r. wieś liczyła 23 gospodarstwa. Były tu dwie karczmy i kuźnia. Podczas wojen szwedzkich wieś została zniszczona i w 1660 r. liczyła 7 domów. Po zniszczeniach wojennych wieś odbudowano na południe od dotychczasowej lokalizacji, nad strumykiem Struga, lewym dopływem Patoku. W 1674 r. wymieniono po raz pierwszy te „Nowe Lalyny”. W 1789 r. we wsi było 27 domów, w których zamieszkiwało 30 rodzin. W 1827 r. było 35 domów i 217 mieszkańców. W połowie XIX wieku przeprowadzono kolonizację starych Lalin. Utworzono 30 kolonii, na których wybudowano nowe Laliny według obecnej lokalizacji oraz wydzielono 10 ogrodów, na których powstały Lalinki. Stare Laliny nad Strugą o zabudowie dwustronnej częściowo przeniesiono na nowe kolonie, a pozostałość spalono. Obecnie miejsce to nazywane jest Pustkami. W 1904 r. powstała szkoła podstawowa 2 - oddziałowa. Po okupacji utworzono szkołę 7 - oddziałową. W latach 1955–1956 wzniesiono murowany budynek szkoły, a budynki starej szkoły  przeniesiono w inne miejsce i zorganizowano w nich ośrodek zdrowia. W latach 60. XX wieku funkcjonowała również 2-oddziałowa szkoła rolnicza. Szkoła istniała do 25 lutego 2000 r. Pod koniec lat 50. powstało Kółko Rolnicze. W 1959 r. powstało Koło Gospodyń Wiejskich, a w 1964 r. Ochotnicza Straż Pożarna. W 1972 r. wybudowano remizę strażacką.  Wieś zamieszkuje około 200 mieszkańców, w 80 gospodarstwach domowych.

## Etymologia
Najstarsze zapisy w dokumentach źródłowych z 1449 roku podają brzmienie nazwy wioski Jalyny. W 1540 r. zapisano Yalijnij, w 1565 r. - Ialiney, w 1569 r. – Jalime, w 1576 r. – Yalini, w 1613 r. - Jaliny. Odnosiła się ona do jałowego, nieurodzajnego miejsca, na którym lokowano wieś. Miejscowa tradycja powstanie nazwy wiąże z rzeczką, płynącą wzdłuż wsi noszącą nazwę Lelilka, od której zaczęto nazywać wioskę.

## Zabytki
- Kapliczka murowana, z czerwonej cegły, słupowa, wzniesiona w 1967 r. na miejscu grobu powstańca z 1864 r.